# Sestry karmelitky sv. Terezie z Florencie
Sestry karmelitky sv. Terezie z Florencie (latinsky Sororum Tertii Ordinis Sanctae Teresiae a Iesu, „Florentýnky“) jsou katolické řádové sestry. Patří mezi kontemplativně-činné kongregace tereziánského Karmelu. Oficiální zkratka názvu řádu užívaná za jménem je CSTF, C.S.T.F. V Čechách sídlí v Karmelu Edith Steinové v Praze - Košířích.

## Historie
Zakladatelkou kongregace v roce 1874 byla blahoslavená Terezie Manetti (řeholním jménem Terezie Marie od Kříže) z italského Campi Bisenzio (Toskánsko). Ticho a kontemplaci typické pro karmelskou spiritualitu se snažila přenést do činného života.
Patronkou kongregace je Terezie z Ávily (Terezie od Ježíše), která v 16. století reformovala karmelitánský řád a je jednou z nejznámějších učitelek kontemplativní modlitby v rámci katolické církve. Dalšími významnými postavami, na které se tato větev karmelského řádu odvolává, jsou španělský mystik Jan od Kříže, francouzská světice 19. století Terezie z Lisieux (Terezie od Dítěte Ježíše a svaté Tváře) a světice a filozofka židovského původu z 20. století Terezie Benedikta od Kříže (Edith Steinová).

## Současnost
Životní styl karmelitek sv. Terezie má charakterizovat ustavičná modlitba, intenzivní komunitní život a služba druhým. Pokusem skloubit kontemplaci a práci s lidmi se tato řádová větev Karmelu liší od klauzurovaných karmelitánských mnišek.
Řeholní oděv sester karmelitek je tmavě hnědý, při slavnostních příležitostech doplněný bílým pláštěm. Hábit je přepásán koženým opaskem, pod škapulířem je skryt krucifix. Závoj je před věčnými sliby bílý, po věčných slibech černý.
Doba řeholní formace (tj. od přijetí do kláštera do věčných slibů) trvá zhruba deset let. K zasvěcení dochází při prvních řeholních slibech (zhruba po 3-4 letech po vstupu do kláštera). Novicka při nich skládá Bohu slib čistoty, chudoby a poslušnosti a zavazuje se k životu podle řeholních konstitucí.
Sídelní klášter v Praze nese jméno Karmel Edith Steinové podle filozofky, pedagožky a karmelitky Edith Steinové. Vedle řeholní komunity v domě bydlí také vysokoškolské studentky zapojené do projektu Koinonia. Tento projekt má nabízet podněty k rozvoji v oblasti mezilidských vztahů a nalezení rovnováhy mezi individuálním růstem a životem pro druhé. Karmel Edith Steinové spolupracuje s pražskou akademickou farností u Nejsv. Salvátora, pro kterou zajišťuje (ve spolupráci s jezuity) exercicie, rekolekce, duchovní doprovázení a úvody do meditace. Na Moravě se připravuje další řeholní dům sester v Luké na Olomoucku.
Sestry karmelitky sv. Terezie působí kromě České republiky také v Itálii, Libanonu, Izraeli, Brazílii a Egyptě. Pracují ve školství, ve farnostech, v exercičních domech atp., vždy podle potřeb konkrétního místa.